# (464331) 2016 AL111
(464331) 2016 AL111 es un asteroide perteneciente al cinturón de asteroides, descubierto el 1 de noviembre de 1999 por el equipo Spacewatch desde el Observatorio Nacional de Kitt Peak (Arizona, Estados Unidos).